# Ravine Desroches
Ravine Desroches es una sección de comuna que forma parte de la comuna haitiana de Limbé.

## Demografía
| Gráfica de evolución demográfica de Ravine Desroches entre 2009 y 2015 |
|                                                                        |

Los datos demográficos contemplados en este gráfico de la sección de comuna de Ravine Desroches son estimaciones que se han cogido para los años 2009, 2012 y 2015 de la página del Instituto Haitiano de Estadística e Informática (IHSI). 